# 南帕尔马里斯
南帕尔马里斯是巴西南大河州的一个市镇。总面积946.238平方公里，总人口11423人，人口密度12.1人/平方公里。